# Pseudolysimachion incanum
Pseudolysimachion incanum là một loài thực vật có hoa trong họ Mã đề. Loài này được (L.) Holub miêu tả khoa học đầu tiên năm 1967.